# Hysterocrates scepticus
Hysterocrates scepticus é uma espécie de aranha pertencente à família Theraphosidae (tarântulas).